# Оливи, Пётр Иоанн
Пётр Иоанн Оливи (лат. Petrus Ioannis Olivi), также Пьер Жан Олье (окс. Pèire Joan Oliu) или Пьетро Оливи (итал. Pietro di Olivi); род. 1248/49, Сериньян — 14 марта 1298, Нарбонн), — нижне-лангедокский (ныне Франция) теолог, философ, монах-францисканец и один из идеологов спиритуалов в южной Франции. Создал толкование Апокалипсиса, пользовавшееся особым уважением его сторонников. Развивал идею постепенного развития Церкви, проходящей через семь стадий, или эпох; последняя эпоха будет благодатным царством Святого Духа, предвестником которого является францисканский орден.
Именовался также Петром Сериньян (Serignan, по месту рождения). Когда папа Николай III издал новую редакцию устава ордена францисканцев в 1279 с целью унять фанатизм, который проявляли «духовные» этого ордена, Оливи протестовал против распоряжения папы, и около него сгруппировалась партия «строгих францисканцев», получившая название «петроиоанниты». От неё впоследствии произошли католические фратичелли.

## Биография

### Ранние годы
Родился в городе Сериньян в Лангедоке. В двенадцать лет он вошёл в состав францисканского ордена. В ордене получил начальное образование под руководством Фра Раймондо Баррави, который был сторонником добровольной бедности монахов. В 1268 провинциал ордена отправил Оливи для обучения в Париж, где он слушал лекции Бонавентуры и его ближайших последователей — Уильяма де ла Мара, Джона Пэкхэма и Матфея д'Акваспарта. Всех их объединяло осторожное отношение к экспансии перипатетических взглядов. Однако сомнения самого Петра Оливи о его ортодоксальности помешали стать магистром. Около 1270 он становится бакалавром и начинает свою преподавательскую деятельность в Монпелье, Нарбонне и Флоренции.

### Во главе спиритуалов
Постепенно Пётр Оливи обратил на себя внимание многих единомышленников и последователей, став идеологом движения спиритуалов, выступавших за строгое соблюдение бедности монахами. Его известность вышла за пределы Нарбонны, и генерал ордена францисканцев Жером д’Асколи (будущий папа Николай IV) в середине 1270-х годов собрал в Монпелье комиссию, которая рассматривала отдельные мнения спиритуалов. Д’Асколи приказал Петру собственноручно сжечь свое произведение «Вопрос о Деве Марии», в котором ставился под вопрос учение о непорочном зачатии Девы Марии. Такой акт позднее толковали не как наказание за еретические взгляды, а как испытание покорности монаха перед католической церковью.
Францисканские спиритуалы в это время ещё не притеснялись извне, но внутри самого ордена наметилось серьёзное противостояние между радикальными и более умеренными сторонниками добровольной бедности, которое в дальнейшем переросло в длительный конфликт. Его обострение, было связано с периодом подготовки папской буллы «Exiit qui seminat» от 14 августа 1279, когда Петру Оливи поручили составить трактат о личной и общественной добровольной бедности, ссылаясь на правила св. Франциска Ассизского.

### Осуждение взглядов и ссылки
В 1282 на генеральном капитуле ордена в Страсбурге было решено детально разобраться в теоретических основах реформирования монашеской жизни, а также по примеру доминиканцев упорядочить систему преподавания в школах, вследствие чего пересмотреть все имеющиеся у членов ордена произведения. Прованский провинциал ордена францисканцев Арно де Рокфейль, против которого Оливи ранее написал работу «Изобличение положений брата Арно», потребовал, чтобы Петр Иоанн предоставил для изучения как свои завершенные работы, так и черновики.
Чтобы разобраться в конфликте, генерал ордена Бонаграция в 1283 собрал комиссию из четырёх парижских магистров и трёх бакалавров. Комиссии было поручено детальнее рассмотреть взгляды Оливи. В итоге теологи-францисканцы составили «Письмо с семью печатями», где двадцати двум нечётким высказываниям Оливи противопоставили соответствующие ортодоксальные формулировки, а также «Свиток», в котором осуждались тридцать четыре других его положения. Эти документы было приказано прочитать во всех францисканских монастырях Прованса.
Для рассмотрения решений ученых в Авиньоне был собран Провинциальный капитул, на котором от Оливи потребовали отречься от ложных взглядов. Он сделал это, но с некоторыми оговорками, а также просил предоставить ему возможность объяснить всё на кафедре богословия в Парижском университете. Ему отказали и отправили в монастырь в Ним, лишив всех его написанных сочинений. Таким образом, в 1283 Пётр Оливи был осуждён и оставил свою преподавательскую деятельность.
Через два года Оливи удалось получить копии собственных произведений, и не позднее 12 мая 1285 он написал свою «Апологию». Теперь его давний противник Арно де Рокфейль на генеральном капитуле, проходившем в том же году в Милане, обвинил Оливи в том, что он является «руководителем секты бесполезно верующих, которая оказывает раскол и вводит в заблуждение». Капитул определил изъять из оборота все произведения Петра Оливи и не пользоваться ими до решения генерала ордена.

### Преподавательская деятельность
Дела Оливи улучшились после того, как его давний учитель Матфей д'Акваспарта стал генералом ордена францисканцев. В 1286 он был приглашен в Париж, где его хорошо приняли. Д'Акваспарта в 1287 предложил Оливи читать лекции в школе монастыря Санта Кроче во Флоренции. Он был восстановлен в должности учителя (лектора). Здесь слушателем спиритуала, возможно, был молодой Данте Алигьери. За два года пребывания в этом городе Оливи укрепил отношения между итальянскими и южно-французскими реформаторами францисканского ордена. Пётр Иоанн приобрёл много последователей, среди которых были Пётр Трабибий и Убертино да Казале.
В 1289 вернулся в Южную Францию, а с 1292 преподавал в домах францисканцев в Монпелье и Нарбонне. В то время Пётр Оливи не испытывал серьёзных притеснений. В 1295 он выразил свои взгляды относительно добровольной бедности перед генеральным капитулом в Париже, не вызывав против себя никаких нареканий. После возвращения в Нарбонну он составил «Постиллу к Апокалипсису» (1297) и написал ряд важных писем, в частности к Людовику Анжуйскому и его братьям, сыновьям Карла II Анжуйского.

### Смерть
К концу XIII века движение спиритуалов всё больше сближалось с еретиками-бегинами. В связи с этим папа Николай IV в письме к генералу францисканского ордена приказал принять меры «против бегинов, что объединились в провинции Прованс с сектой брата Петра Иоанна». С такой же просьбой к генералу ордена обратился и король Филипп IV, который видел риски для государственности Франции из-за укрепления связи спиритуалов и бегинов. Позже притеснения спиритуалов усилились, прежде всего в Провансе, в котором было запрещено чтение трудов Оливи. Преследование его сторонников вызвало большое беспокойство у теолога, но он не смог защитить их, потому что был изолирован в Нарбоннском монастыре. Там он и умер в день Весеннего равноденствия 14 марта 1298.

## Произведения
Основная часть работ Петра Оливи осталась неопубликованной. В связи с осуждением его взглядов сочинения уничтожались, хранить их было запрещено, поэтому нередко в рукописях не называлось имя автора.
Оливи написал комментарии к большинству книг Писания, «Сентенций» Петра Ломбардского, произведения Псевдо-Дионисия Ареопагита «О небесной иерархии», а также к трудам «Как читать книги философов», «О таинствах», «Лекарство против духовных соблазнов времени», «О словесной молитве», «О четырнадцати степенях благоприятной любви», «Способ, которым каждый может поблагодарить Бога за полученные от Него добродетели» и др. Среди важных произведений Петра Оливи — «Вопрос о евангельском совершенстве». Главным же произведением Оливи, в котором излагаются главные его взгляды, являются «Постилла к Апокалипсису».

## Взгляды Оливи

### Теологические вопросы
Оливи видел значение религии в укреплении политической власти римской курии и в расширении католицизма. Он решительно осуждал практику римской курии как «вавилонскую науку» и «доктрину плотской церкви» и противопоставлял их «доктрине святых» и истинному учению Христа. Оливи использовал также идею нового пришествия Христа. Вторым пришествием теолог считал появление «идей Франциска» и идей спиритуалов, которые он называл духом евангельской жизни. Этот «дух» реформировал и совершенствовал первоначальную христианскую церковь, противопоставляя ей современный ему дух католической «плотских» церкви. Таким образом, новая церковь должна будет заменить старую католическую, как во времена первого пришествия Христа были отвергнуты старые заветы иудаизма. Во время третьего пришествия состоится суд над грешниками и прославления «избранных» (тех, кто признает принципы новой церкви).
Отклонения взглядов Оливи от католических догм (прежде всего интерпретаций образа Девы Марии и Троицы.) вызвали у руководства ордена францисканцев и римской курии глубокое беспокойство и преследовались.
В вопросе о бедности Оливе осуждал распутство, которое распространилось в ордене. Он осудил и тех, кто тайно откладывал деньги, кто обеспечивал себя лишними продуктами. Оливи предлагал запретить владеть даже движимым имуществом (золотом, серебром, деньгами), иметь не более одной переменной белья, обуви и дорожной сумки.
На церковном соборе в Вьенне (булла «Fidei catholicae fundamento» от 6 мая 1312) папа Климент V осудил положения доктрины Свободного духа Петра Оливи, в частности самые опасные для церкви тезисы — отрицание таинства крещения детей и таинства брака.

### Философские взгляды
О механизме познания Петр Оливи писал следующее: «В интеллекте нет ничего, что сначала не было бы в чувствах». Официальные критики Оливе очень негативно выступали против этого тезиса, потому что она подрывала одно из главных положений августинианства о «божественном озарении» (иллюминизм) как способе познания истины. Оливи утверждает, что каждый акт познания имеет свои корни в ощущениях и является «их продолжением». Тем самым он подчеркивает роль опыта в познавательном процессе. Таким образом, переход от чувственного познания к рациональному или, как писал Оливи, от ощущения к акту интеллектуального познания возможен только благодаря одухотворенности мысли, которую приобретает действующий интеллект. Различие между двумя уровнями познания определяется тем, что ощущения являются познанием единичной вещи, а интеллект — познанием общего. Человеческое познание — переход от потенциальной возможности к действию, где объект играет роль действующей причинам. Оливи подчеркивает, что познавательный акт зависит только от активности нашего интеллекта и осуществляется сквозь отражение объекта, что познается, в субъекте, что познает.
Проблему универсалий философ рассматривал в контексте идей концептуализма. Он поддерживал положение, что «универсалии владеют любой всеобщим охватом только в интеллекте, и соответственно к нему. Основа содержится в вещи, но она дополняется в нашем интеллекте».
С онтологической точки зрения все разумные души уровне; в этическом отношении приходится говорить о разнообразные уровни субстанциального совершенства согласно с природой индивидуума. Решение этой проблемы схоластика находила в трудах бл. Августина о различиях двух видов количества, а именно количества материи и количества силы или совершенства, отождествляя их с экстенсивной и интенсивной величинами. Петр Оливи принадлежал к числу мыслителей, которые считали, что такое сравнение оправдано. Хотя один человек не в большей мере человек, чем другой, но он может «обладать истиной и сутью человеческого рода» больше, чем другой. Так же, как и формирующая сила отборного зерна сильнее и благородная, чем плохого. Поэтому в пределах одного вида возможен разный степень принадлежности индивидуальных субстанций к качеству и силе этого вида.
Пётр Иоанн Оливи своей творческой деятельностью решительно повлиял на дальнейшее развитие схоластики (Дунс Скот, Петр Ауреоли, Уильям Оккам).

### Природоведческие знания
В области природоведческих знаний Оливи (еще до Жана Буридана и других представителей Парижской школы) поддерживал выдвинутую в VI в. Иоанном Филопоном теорию импульса или приобретенной силы (impulsus) как особого качества, что передается ментальному прибору его первоначальной движущей силой.
Оливи высмеивал тех философов, которые говорили, что простор стал бы пустым в том случае, если бы мир начал исчезать. Он утверждал, что пространство неотъемлемый от Вселенной и его составных частей. Хотя Оливи связывал многообразие мира с деятельностью Бога, однако он старался подчеркнуть бесконечность также и материи (вещества), материальной основы окружающего мира.
Теория гравитации у Петра Оливи отражает неоплатонические воздействия. Подобно Годфруа де Фонтену он утверждает, что тяжесть и лёгкость появляются без посредничества субстанциальной формы.
Интересные наблюдения сделал Оливи в вопросе силы тяжести. Он писал об этом следующее: «Наиболее вероятно, что это не центр притягивает земную массу, потому что скорее она сама движется к центру благодаря силе тяжести, которая существует сама по себе». Далее философ противопоставляет свои взгляды мыслям Аристотеля: «Магнит притягивает железо, что расположено на расстоянии, но не воздух, что находится среди них».

### Философско-исторические концепции
Взгляды на историю человечества и церкви определялись отношением к современному ему обществу, католической церкви и политических событий. Основным источником этих взглядов Оливи является «Постилла к Апокалипсису», а также обвинения против неё, составленные комиссией теологов. В своей интерпретации Апокалипсиса Петр Оливи пользуется комментариями известного мистического писателя XII века Ришара Сен-Викторского, особенно во время характеристики первых пяти исторических эпох.
Как идеолог духовной Церкви, Ecclesia Spiritualis, Оливи развивал положения Иоахима Флорского. Он предоставляет историзму Иоахима существенно новое объяснение, при этом сохраняя и развивая некоторые положения своего предшественника.
Аббат Иоахим выделял семь периодов старозаветной и семь новозаветной истории человечества. Постепенно к этому числу «привязали» и количество таинств, коих также семь. Семичастная схема истории импонировала даже св. Бонавентуре. Пётр Оливи также придерживается схемы семи частей, но в собственной редакции:
1) эпоха древняя и апостольская;
2) эпоха мучеников и исповедников;
3) эпоха великих Учителей и Вселенских Соборов;
4) эпоха одиночек и установление монашества;
5) время после Карла Великого и до конца XII века;
6) время обновления евангельских правил жизни и возвращение к идеалам первоначальной Церкви при св. Франциску Ассизскому; в эту эпоху произойдёт осуждение Великого Вавилона, то есть «плотской Церкви»;
7) последняя эпоха, «отметится» общей победой Христа.
Эпохи в значительной степени взаимопроникающие, но в каждой из них происходит борьба между добром и злом, воинством Христовым и тем, кто ему противостоит. Это:
1) фарисейский иудаизм;
2) язычество;
3) ереси;
4) падение нравов, лицемерие;
5) распутство людей и «ненастоящие христиане»;
6) духовное расслабление клира и деятельность катаров, вальденсов и других сект, а также внедрение учений Аристотеля и Аверроэса, богословское образование, появление двух Антихристов — мистического и реального.
Оливи широко использует образы Апокалипсиса, поэтому именно от них философ заимствует идею о разделении истории церкви и человечества на несколько этапов и выражает мнение относительно трех последовательных стадий, «состояний», «царств», через которые должны пройти человечество и церковь. Каждая последующая стадия более совершенная и безупречная, чем предыдущая.
Он подчеркивает, что шестой период начинается с осуждения Вавилона (грешницы-церкви). Оливи писал про распутство, жадность, тщеславие прелатов и клириков, а также о симонии. Оливи считал, что шестой период — это итог и начало одновременно ликвидации католической церкви, её замены на новую «духовную» церковь, которая будет основана в течение седьмого этапа на руинах грешного Вавилона, который начнётся со Страшного Суда . Но «духовная Церковь» наконец-то свершится, откроется новое небо и новая земля.
Таким образом, взгляды Оливи в теологии и философии из важных вопросов часто значительно отличались от господствующей парадигмы, а иногда его учение открыто противоречило католической идеологии. Оливи выступал против некоторых концепций, которые защищались св. Фомой Аквинским и августинцами. В значительной степени его взгляды были проявлением свободомыслия, критического отношения к церковной идеологии, но при этом он не был атеист.

## Опубликованные работы
- Summa quaestionum in secundum librum Sententiarum, ed. B. Jansen (Bibl. Franc. Schol. Med. Aev. IV—VI). Quaracchi, 1922-26;
- Tria Scripta sui ipsius apologetica, ed. D. Laberge. — «Arch. Franc. Hist.» 28 (1935), p. 115—155, 374—407; 29 (1936), p. 98-141, 365—395;
- De Domina, ed. D. Pacetti. Quaracchi, 1954.